# Goud (2007)
Goud is een sportdocumentaire, gemaakt door Niek Koppen (Winnaar van een Gouden Kalf). De documentaire vertelt het verhaal van het Nederlands dameshockeyteam in aanloop naar en tijdens het WK 2006 in Spanje.

## Plot
In de aanloop naar het WK 2006 gaat het Nederlands dameshockeyelftal op trainingsstage naar de Verenigde Staten. Erg veel vertrouwen geeft dit niet, want ze verliezen, op een aantal onbelangrijke wedstrijden na, alle wedstrijden die daar gespeeld worden. Als het team eenmaal weer thuis is verliest het ook van China met 6-1. Bondscoach Marc Lammers krijgt te maken met blessures van speelsters en de Nederlandse overlegcultuur. Ook moeten er enkele speelsters afvallen voor het toernooi in Spanje.
Tijdens de rust van de eerste wedstrijd van het WK in Spanje valt speelster Minke Booij hevig uit tegen haar teamgenotes. Ook krijgt Minke Smabers een grote tegenslag te verwerken.
Alles wordt anders als het team de ene na de andere wedstrijd wint. Het Nederlandse damesteam schopt het tot in de finale, waar ze het moeten opnemen tegen Australië. Na een sterke wedstrijd wint het Nederlandse team en zijn ze voor het eerst sinds jaren weer wereldkampioen.